# Lijst van spelers van Preston North End FC
Deze lijst omvat voetballers die bij de Engelse voetbalclub Preston North End FC spelen of gespeeld hebben. De spelers zijn alfabetisch gerangschikt.

## A
- Pawel Abbott
- Dylan Adams
- Patrick Agyemang
- Gareth Ainsworth
- Billy Aitken
- Graham Alexander
- Sam Allardyce
- Iain Anderson
- John Anderson
- Brett Angell
- Joe Anyinsah
- Michael Appleton
- Andres Arestidou
- Ian Ashbee
- Lee Ashcroft

## B
- Samuel Baird
- Brian Barry-Murphy
- Adam Barton
- Steve Basham
- Stuart Baxter
- Andy Beattie
- Craig Beattie
- Robert Beattie
- Warren Beattie
- David Beckham
- Francis Becton
- David Beresford
- Joe Beresford
- Sepp van den Berg
- George Berry
- Paul Birch
- John Blackley
- James Blessington
- Jim Blyth
- Dicky Bond
- Tommy Booth
- Lee Briscoe
- Marlon Broomes
- Alex Brown
- Chris Brown
- Wayne Brown
- Craig Burley
- Darren Byfield

## C
- Alfred Caiels
- Clarke Carlisle
- Andy Carroll
- Darren Carter
- Lee Cartwright
- Richard Chaplow
- Bobby Charlton
- Liam Chilvers
- Leon Clarke
- Neil Clement
- Seanan Clucas
- Dominic Collins
- Neill Collins
- Mike Conroy
- Peter Corr
- Leon Cort
- Paul Coutts
- Richard Cresswell
- Willie Cunningham

## D
- Keammar Daley
- Omar Daley
- Julian Darby
- Callum Davidson
- Andrew Davies
- Kevin Davies
- Stanley Davies
- Claude Davis
- Christopher Day
- Ritchie De Laet
- Daniel Devine
- Fred Dewhurst
- Farid Diaf
- Danny Dichio
- Tommy Docherty
- James Dougall
- Neil Dougan
- Jamie Douglas

## E
- Adam Eaton
- Robert Edwards
- Nathan Ellington
- Stephen Elliott
- Dickson Etuhu
- John Ewart
- David Eyres

## F
- Wllie Fagan
- Jimmy Ferris
- Filipe Oliveira
- Tom Finney
- Terence Fleming
- Yoann Folly
- Jim Forrest
- Wayne Foster
- Johnny Fullam
- Ricardo Fuller

## G
- Kevin Gallacher
- Paul Gallagher
- Andy Gara
- Ricardo Gardner
- Scot Gemmill
- John Gilchrist
- Brian Godfrey
- Archie Goodall
- John Goodall
- Jonathan Gould
- Alan Gowling
- Andy Gray
- David Gray
- Colin Greenall
- Sean Gregan
- Þórður Guðjónsson
- Bjarki Gunnlaugsson

## H
- Billy Halligan
- John Halls
- Phil Harrington
- Jason Harris
- Craig Harrison
- Michael Hart
- Sam Hart
- Karl Hawley
- Paul Hayes
- Ron Healey
- David Healy
- Wayne Henderson
- Dave Hibbert
- Matt Hill
- Henry Holdcroft
- Bob Holmes
- Michael Holt
- Bob Howarth
- Iain Hume

## I
- Willie Irvine

## J
- Mark Jackson
- Matt Jackson
- Michael Jackson
- Alex James
- Matty James
- Jason Jarrett
- Nigel Jemson
- Leonard Johnrose
- Eddie Johnson
- Jemal Johnson
- Billy Jones
- David Jones

## K
- John Kay
- Michael Keane
- Jason Kearton
- Alan Kelly
- Bob Kelly
- Robert Kelso
- Darran Kempson
- Howard Kendall
- Bongani Khumalo
- Ryan Kidd
- Kevin Kilbane
- Joshua King
- George Koumantarakis
- Amine Koumba
- Rob Kozluk

## L
- Bob Langton
- Mark Lawrenson
- Scott Leather
- Eddie Lewis
- Andrew Lonergan
- David Lucas
- Chris Lucketti
- Simon Lynch

## M
- Jon Macken
- Joe Marston
- Mick Martin
- Alexander Mathie
- Youl Mawéné
- Danny Mayor
- Jim McAuley
- Brian McBride
- Peter McBride
- Joseph McCall
- Andy McCluggage
- Alan McCormack
- Jay McEveley
- Kevin McGarry
- Paul McGee
- Chris McGrail
- Paul McGregor
- Sammy McIlroy
- Paul McKenna
- Billy McKinlay
- Jimmy McKnight
- Andy McLaren
- Conor McLaughlin
- Brian McLean
- Tyrone Mears
- Erik Meijer
- Neil Mellor
- Doyle Middleton
- George Miller
- Tommy Miller
- Gordon Milne
- Robert Mimms
- Teuvo Moilanen
- Brian Mooney
- Craig Morgan
- Paul Morgan
- David Moyes
- John Mullin
- Colin Murdock
- Andrew Murphy
- George Mutch

## N
- Carlo Nash
- Guylain Ndumbu-Nsungu
- Chris Neal
- Lewis Neal
- Kevin Nicholls
- Barry Nicholson
- Kurt Nogan
- Eddie Nolan
- Adam Nowland
- David Nugent

## O
- Frank O'Donnell
- Frank O'Farrell
- Kelham O'Hanlon
- Brian O'Neil
- Joe O'Neill
- John O'Neill
- Brett Ormerod

## P
- Ashley Parillon
- Jon Parkin
- Gary Parkinson
- Paul Parry
- John Paterson
- Darren Patterson
- Pavel Pergl
- Tamás Priskin
- Jamie Proctor
- Danny Pugh

## R
- Mark Rankine
- Archibald Rawlings
- Barry Richardson
- Michael Ricketts
- Emil Riis Jakobsen
- Robert Roberts
- Tommy Roberts
- Michael Robinson
- Steve Robinson
- William Rose
- Jimmy Ross
- Dick Rowley
- Darel Russell

## S
- Peter Sayer
- Pat Scully
- Chris Sedgwick
- Bill Shankly
- Alexander Sherry
- Eric Skora
- Andy Smith
- Jeff Smith
- Steven Smith
- Thomas Smith
- Seyfo Soley
- Frank Songo'o
- Sadio Sow
- Sean St Ledger
- David Steele
- Marcus Stewart
- Nobby Stiles
- Brian Stock
- Velice Sumulikoski
- Grzegorz Szamotulski

## T
- Shaun Teale
- Peter Thompson
- Tommy Thompson
- Michael Tonge
- James Trainer
- Keith Treacy
- Ray Treacy
- Neal Trotman
- Juvhel Tsoumou
- Iain Turner

## W
- Ross Wallace
- Elliott Ward
- Gavin Ward
- Charlie Wayman
- Danny Welbeck
- Simon Whaley
- Neil Whitworth
- Clyde Wijnhard
- Paul Williams
- Tom Williams
- Lee Williamson
- Kelvin Wilson
- Richard Wilson
- Stevie Woods
- Bailey Wright

## Y
- Neil Young

## Z
- Tobias Zellner